# Marit Bergman
Liv-Marit Bergman (Rättvik, 21 maggio 1975) è una cantante svedese.

## Biografia
Baby Dry Your Eye (2004), secondo album in studio, ha finito per raggiungere il vertice della Sverigetopplistan, vendendo oltre 20 000 esemplari e facendole vincere due premi Grammis. Anche I Think It's a Rainbow (2006) ha guidato la classifica nazionale.
The Tear Collector (2009) si è fermato al 14º posto della graduatoria svedese. A distanza di sette anni viene pubblicato Molnfabriken, quarto LP a entrare la classifica nazionale.

## Discografia

### Album in studio
- 2002 – 3.00 A.M. Serenades
- 2004 – Baby Dry Your Eye
- 2006 – I Think It's a Rainbow
- 2009 – The Tear Collector
- 2016 – Molnfabriken
- 2023 – Här kommer vargen

### Album dal vivo
- 2005 – Marit Bergman Live at Rival

### Singoli
- 2004 – Can I Keep Him
- 2006 – No Party
- 2006 – Eyes Were Blue
- 2007 – Mama, I Remember You Now
- 2008 – Out on the Piers
- 2008 – Traveling Companion
- 2008 – Tony
- 2009 – Stay 'Til It's Over
- 2009 – Bang Bang
- 2009 – Snow on the 10th of May
- 2010 – The Emperor
- 2015 – Dra åt helvete
- 2016 – Ibland gråter jag bara för att tiden går
- 2016 – Dansa mamma!
- 2016 – Blåa blåa bergen
- 2019 – Sagasagor-sången
- 2022 – Idioterna
- 2023 – Snart är det morgon (In the Sunrise)
- 2023 – Så mycket bättre 2023 - Tolkningarna